# Station Oudegem
Station Oudegem is een spoorwegstation op spoorlijn 53 (Schellebelle-Leuven) in Oudegem, een deelgemeente van de stad Dendermonde. Ook de spoorlijn 57 (Aalst - Dendermonde - Lokeren) liep langs dit station. Het is nu een stopplaats gelegen langs een drukke invalsweg. In het weekend wordt Oudegem niet bediend.
Het voormalige Type 1895 R3-stationsgebouw werd in de tweede helft van de 20e eeuw gesloopt. De perrons zijn onverhard (dus van grind). Om de sporen over te steken is geen tunnel voorzien. Reizigers dienen de nabijgelegen overweg te gebruiken. Er is een onbewaakte fietsenstalling en de auto kan men kwijt op een ruime parking die gedeeld wordt met het nabijgelegen bedrijf. Het Grote Treinrapport 2009 van de krant het Nieuwsblad gaf deze halte een 6,7 op 10, wat een gemiddelde score is.

## Galerij

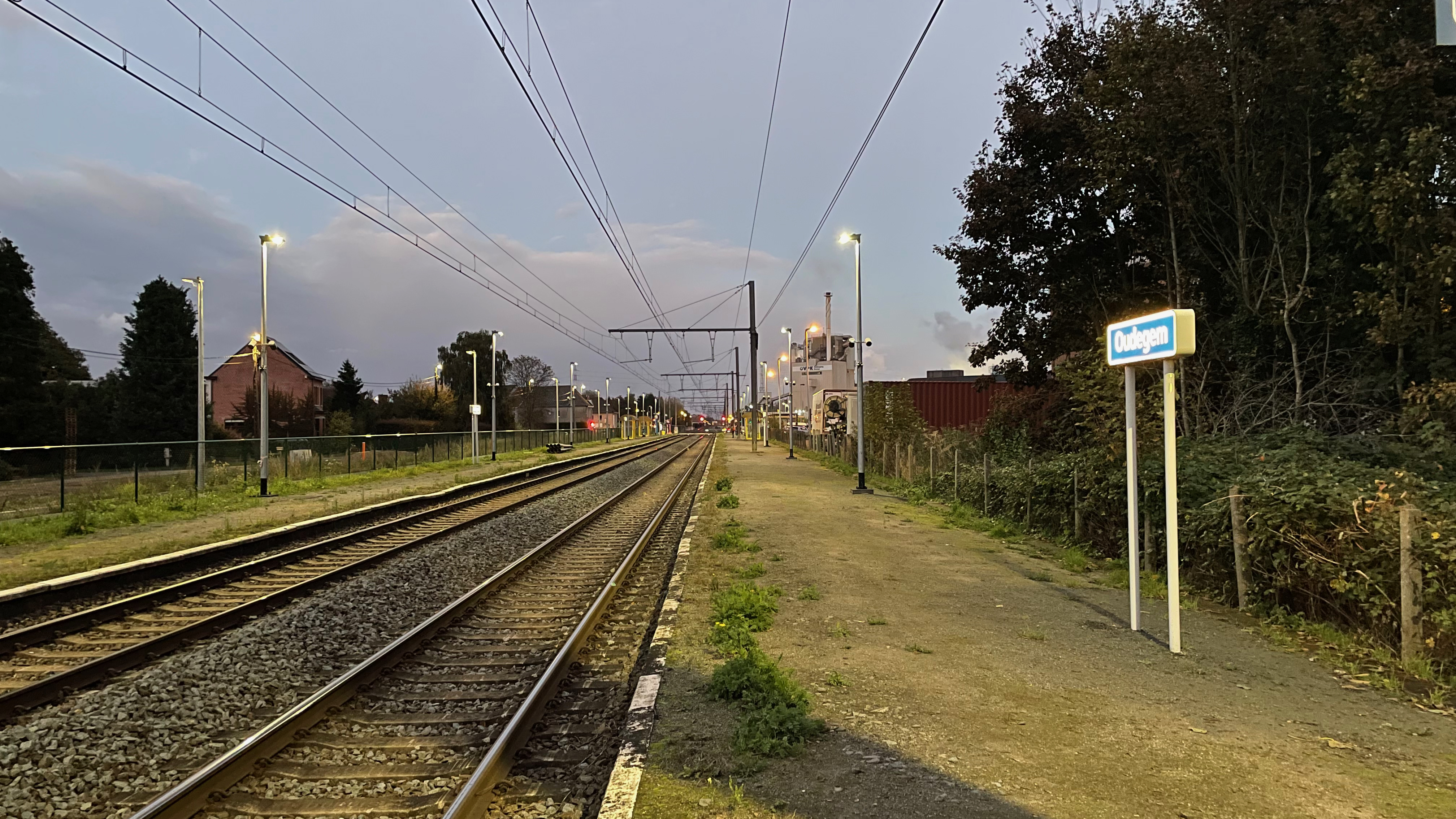
Zicht op het perron
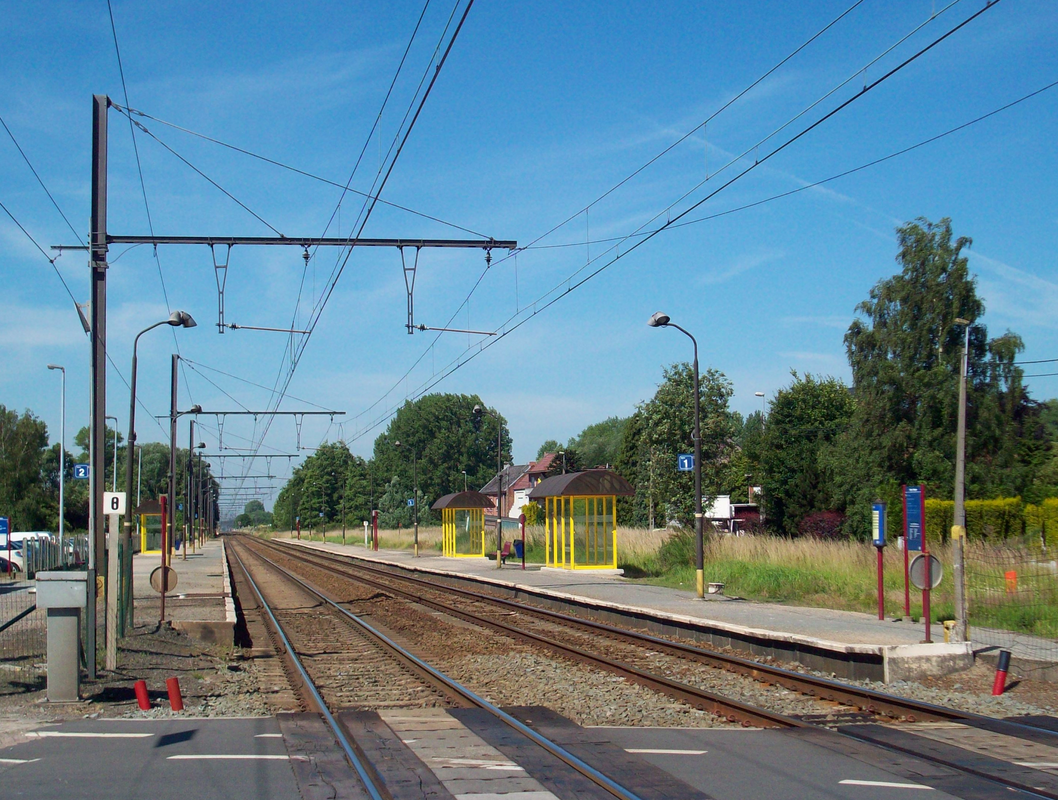
Het station (2009)
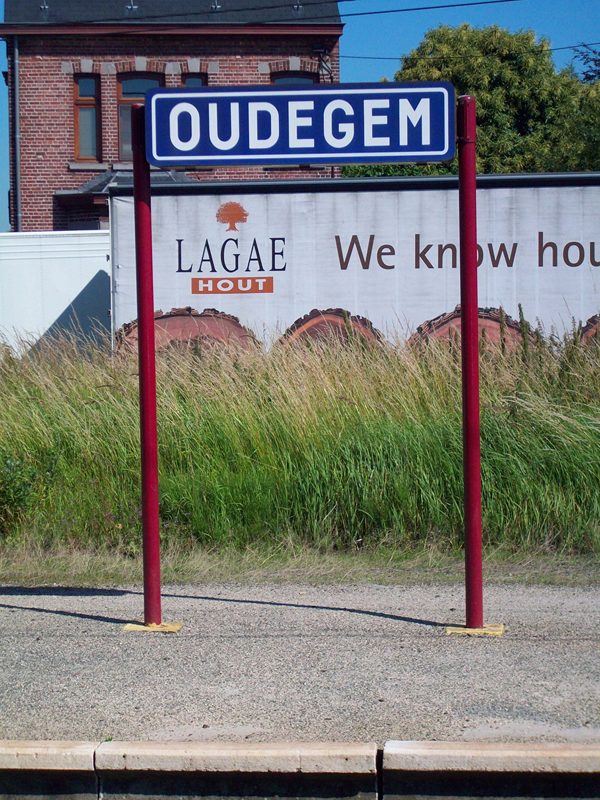
Naambord station Oudegem
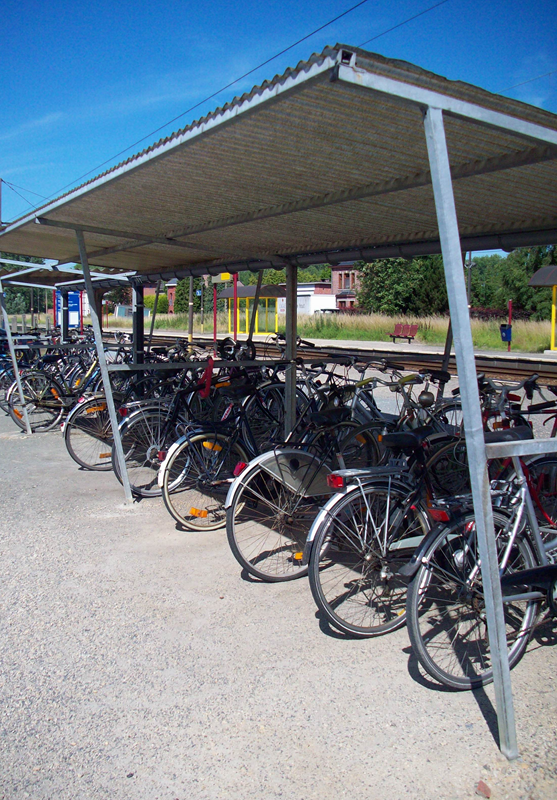
Fietsenstalling

## Treindienst
| Serie | Treinsoort     | Route | Bijzonderheden |
| ----- | -------------- | --- | --- |
| L 550 | L-trein (NMBS) | Mechelen – Dendermonde – Oudegem – Gent-Sint-Pieters – Brugge – [ Zeebrugge-Strand ] / [ Zeebrugge-Dorp ] | Rijdt in het weekend tussen Zeebrugge-Strand - Gent-Sint-Pieters. Rijdt enkel in juli en augustus in de week tussen Zeebrugge-Strand - Mechelen. |

## Reizigerstellingen
De grafiek en tabel geven het gemiddeld aantal instappende reizigers weer op een week-, zater- en zondag.
| Tabel: aantal instappende reizigers station Oudegem | Tabel: aantal instappende reizigers station Oudegem | Tabel: aantal instappende reizigers station Oudegem | Tabel: aantal instappende reizigers station Oudegem |
|                                                     | Weekdag                                             | Zaterdag                                            | Zondag                                              |
| --------------------------------------------------- | --------------------------------------------------- | --------------------------------------------------- | --------------------------------------------------- |
| 1977                                                | 105                                                 | 11                                                  | -                                                   |
| 1978                                                | 97                                                  | 5                                                   | -                                                   |
| 1979                                                | 94                                                  | 4                                                   | -                                                   |
| 1980                                                | 131                                                 | -                                                   | -                                                   |
| 1981                                                | 121                                                 | -                                                   | -                                                   |
| 1982                                                | 116                                                 | -                                                   | -                                                   |
| 1983                                                | 144                                                 | 2                                                   | -                                                   |
| 1984                                                | 180                                                 | 29                                                  | 22                                                  |
| 1985                                                | 163                                                 | 20                                                  | 21                                                  |
| 1986                                                | 188                                                 | 16                                                  | 27                                                  |
| 1987                                                | 160                                                 | 18                                                  | 21                                                  |
| 1988                                                | 173                                                 | 15                                                  | 10                                                  |
| 1989                                                | 169                                                 | 15                                                  | 17                                                  |
| 1990                                                | 181                                                 | 29                                                  | 20                                                  |
| 1991                                                | 155                                                 | 15                                                  | 26                                                  |
| 1992                                                | 151                                                 | 26                                                  | 25                                                  |
| 1993                                                | 179                                                 | 14                                                  | 18                                                  |
| 1994                                                | 158                                                 | -                                                   | -                                                   |
| 1995                                                | 155                                                 | -                                                   | -                                                   |
| 1996                                                | 188                                                 | -                                                   | -                                                   |
| 1997                                                | 193                                                 | -                                                   | -                                                   |
| 1998                                                | 202                                                 | -                                                   | -                                                   |
| 1999                                                | 167                                                 | -                                                   | -                                                   |
| 2000                                                | 158                                                 | -                                                   | -                                                   |
| 2001                                                | 157                                                 | -                                                   | -                                                   |
| 2002                                                | 124                                                 | -                                                   | -                                                   |
| 2003                                                | 129                                                 | -                                                   | -                                                   |
| 2004                                                | 137                                                 | -                                                   | -                                                   |
| 2005                                                | 136                                                 | -                                                   | -                                                   |
| 2006                                                | 156                                                 | -                                                   | -                                                   |
| 2007                                                | 165                                                 | -                                                   | -                                                   |
| 2008                                                | -                                                   | -                                                   | -                                                   |
| 2009                                                | 146                                                 | -                                                   | -                                                   |
| 2010                                                | -                                                   | -                                                   | -                                                   |
| 2011                                                | -                                                   | -                                                   | -                                                   |
| 2012                                                | 164                                                 | -                                                   | -                                                   |
| 2013                                                | 169                                                 | -                                                   | -                                                   |
| 2014                                                | 140                                                 | -                                                   | -                                                   |
| 2015                                                | 135                                                 | -                                                   | -                                                   |
| 2016                                                | 153                                                 | -                                                   | -                                                   |
| 2017                                                | 168                                                 | -                                                   | -                                                   |
| 2018                                                | 177                                                 | -                                                   | -                                                   |
| 2019                                                | 181                                                 | -                                                   | -                                                   |
| 2020                                                | 105                                                 | -                                                   | -                                                   |
| 2021                                                | -                                                   | -                                                   | -                                                   |
| 2022                                                | 230                                                 | -                                                   | -                                                   |
| 2023                                                | 296                                                 | -                                                   | -                                                   |
| 2024                                                | 217                                                 | -                                                   | -                                                   |

0,0: Schellebelle ·
2,8: Wichelen ·
5,8: Schoonaarde ·
9,7: Oudegem ·
12,5: Dendermonde ·
16,2: Baasrode-Zuid ·
18,2: Koude Haard ·
19,6: Buggenhout ·
21,6: Malderen ·
23,3: Molenheide ·
26,4: Londerzeel ·
28,2: Londerzeel-Oost ·
29,0: Ramsdonk ·
31,0: Kapelle-op-den-Bos ·
34,9: Heike ·
36,6: Hombeek ·
38,8: Brusselsesteenweg ·
39,6: Mechelen ·
42,6: Muizen ·
44,5: Hever ·
46,2: Biststraat ·
48,1: Boortmeerbeek ·
51,4: Haacht ·
52,5: Wespelaar-Heike ·
53,4: Wespelaar-Tildonk ·
55,8: Hambos ·
58,3: Wakkerzeelsesteenweg ·
59,4: Wijgmaal ·
64,1: Leuven
0,0: Aalst ·
2,5: Hofstade ·
5,5: Gijzegem ·
9,7: Oudegem ·
12,3: Dendermonde ·
15,0: Grembergen ·
18,4: Huivelde ·
20,7: Zele ·
24,0: Bokselaar ·
26,9: Dender & Waas ·
27,0: Lokeren